# 투리이
투리이(고대 그리스어: Θούριοι Thoúrioi[*])는 이탈리아 칼라브리아주 코센차도에 있는 타란토 만에 위치한 마그나 그라이키아의 도시이다. 근처에는 비사리스 유적이 있다. 시바리 근처의 이 유적 도시는 시바리스 고고학 공원 내에 있다.

## 역사
투리이는 시바리스가 몰락한 70년 이후에야 이탈리아의 이 지역에서 가장 늦게 개발한 그리스의 식민지 도시였다. 도시의 이 유적지는 기원전 452년 크로토네에 의해 파괴된 이후 58년동안 황폐화된 채 남아있었다. 많은 시바리스 추방자들과 그 후손들이 테살리아 계 지도자 휘하에서 그 자리에 다시 도시를 세우려고 시도하였고, 빠르게 복구를 하여 번영하였는데, 결과적으로 그것이 크로토네의 시기심을 불러와서 새롭게 정착한 주민들을 식민지를 세운지 5년도 채 안되어 내쫓았다.
도피를 한 시바리스 사람들은 처음에는 스파르타에게 도움을 호소했지만, 소득을 얻지 못했다. 아테네에 탄원한 것은 좀 더 성공적이었고, 새로운 식민지를 개척하는데 보내기로 했고, 동시에 쫓겨난 곳의 거주자들을 다시 거주시키기로 했다. 그리하여 아테네 식민지 개척자들은 페리클레스에 의해 람폰과 크세노크리토스의 지휘하에 파견되었다. 페리클레스는 그곳을 전 그리스인들을 위한 곳이라고 천명하였고, 아테네 시민들은 적었지만, 식민지 개척에 참여할 사람들을 그리스의 여러 지역에서 모았다. 그들 중에는 2명의 저망한 이름이 있었는데, 역사학자 헤로도투스와, 연설가 리시아스가 있었다. 이 두 사람 모두 원래의 식민지를 개척하는데 참여했던 것으로 보인다. 새로 개척된 식민지의 법은 페리클레스의 요청으로 소피스트 프로타고라스가 확립하였으며, 로크리의 잘레우코스가 채택했다.